# Mbali Dhlaminiová
Mbali Dhlaminiová (nepřechýleně Mbali Dhlamini; * 1990) je jihoafrická umělkyně a fotografka. Věnuje se převážně fotografii a dobovým médiím.

## Životopis
Dhlaminiová se narodila v roce 1990 v Soweto v Johannesburgu. V letech 2008 až 2009 studovala grafiku v Artist Proof Studio v Johannesburgu. Poté studovala vizuální umění na Univerzitě v Johannesburgu, kde v roce 2013 získala bakalářský titul. Poté od roku 2014 studovala na University of the Witwatersrand v Johannesburgu, kterou ukončila v roce 2015 titulem Master of Arts. Její práce se jmenovala Mistrovská látka: duhový národ, zkoumající víru a spiritualitu prostřednictvím barev, studie o apoštolských a sionistických hnutích v Sowetu. Profesoři Raimi Gbadamosi a David Andrew poskytli Dhlaminiové během její práce akademickou podporu.
Mbali Dhlaminiová žije v Johannesburgu.

## Dílo
Dhlaminiová se ve své práci zabývá postkoloniálními otázkami: spiritualitou (seriál „Nezaslíbená země: Bana Ba Thari Entsho“) a řemeslem barvení indigem v Senegalu (série „Look Into“).
V roce 2014 bylo autorčino dílo zařazeno na výstavu South African Voices: A New Generation of Printmakers ve Washington Printmakers Gallery. V roce 2015 vystavovala na 6. mezinárodním uměleckém bienále v Pekingu. Ve stejném roce vytvořil Dhlaminiová monotypový sítotisk „A part of me I“ během rezidenčního programu Google Arts & Culture 89plus. V roce 2019 byla její práce zařazena na výstavu v Evropském kulturním centru. Ve stejném roce získala sbírka JPMorgan Chase Art Collection její fotografie zobrazující africké ženy zdobené tradiční indigovou barvou. Zdrojem jejích fotografií bylo muzeum v Senegalu během jejího akademického výzkumu.

### Ceny a vyznamenání
Od října do prosince 2021 byla rezidentní umělkyní Velvyslanectví zahraničních umělců švýcarského kantonu Ženeva.
V prosinci 2021 byla cena Visionary od The Javett Art Center na Univerzitě v Pretorii udělena skupině Preempt Group Collective, kterou podporují Dhlaminiová a Phumulani Ntuli.